# تپه گاوکش چم کبود
تپه گاوکش چم کبود مربوط به دوران پیش از تاریخ ایران باستان - است و در شهرستان نهاوند، بخش خزل، روستای چم کبود واقع شده و این اثر در تاریخ ۲۴ اسفند ۱۳۸۳ با شمارهٔ ثبت ۱۱۴۴۶ به‌عنوان یکی از آثار ملی ایران به ثبت رسیده است.